# San Leon
San Leon è un census-designated place degli Stati Uniti d'America situato nella contea di Galveston dello Stato del Texas.
La popolazione era di 4.970 persone al censimento del 2010.
Il settore più importante dell'economia della comunità è  la pesca di ostriche e gamberetti. Molte case della comunità sono seconde case utilizzate come residenze estive. Come Bacliff e Bayview, molti residenti di San Leon si recano al lavoro a Houston.

## Geografia fisica
San Leon è situata a 29°29′18″N 94°55′46″W (29.488379, -94.929426).[13]
Secondo lo United States Census Bureau, ha un'area totale di 5,2 miglia quadrate (13 km²), di cui 4,9 miglia quadrate (13 km²) di terreno e 0,3 miglia quadrate (0,78 km²), o 5,61%, d'acqua.
Bacliff, San Leon, e Bayview formano l'area "Bayshore".

## Società

### Evoluzione demografica
Secondo il censimento del 2010 c'erano 4.970 persone, 1.815 nuclei familiari e 1.121 famiglie residenti nella città. La densità di popolazione era di 894,1 persone per miglio quadrato (345,4/km²). C'erano 2.293 unità abitative a una densità media di 469,7 per miglio quadrato (181,4/km²). La composizione etnica della città era formata dall'80,41% di bianchi, lo 0,80% di afroamericani, lo 0,82% di nativi americani, il 7,61% di asiatici, lo 0,11% di isolani del Pacifico, l'8,27% di altre razze, e l'1,97% di due o più etnie. Ispanici o latinos di qualunque razza erano il 14,36% della popolazione.
C'erano 1.815 nuclei familiari di cui il 25,1% aveva figli di età inferiore ai 18 anni, il 48,6% erano coppie sposate conviventi, il 7,3% aveva un capofamiglia femmina senza marito, e il 38,2% erano non-famiglie. Il 30,0% di tutti i nuclei familiari erano individuali e l'8,5% aveva componenti con un'età di 65 anni o più che vivevano da soli. Il numero di componenti medio di un nucleo familiare era di 2,39 e quello di una famiglia era di 2,99.
La popolazione era composta dal 23,0% di persone sotto i 18 anni, il 7,4% di persone dai 18 ai 24 anni, il 30,8% di persone dai 25 ai 44 anni, il 28,5% di persone dai 45 ai 64 anni, e il 10,3% di persone di 65 anni o più. L'età media era di 39 anni. Per ogni 100 femmine c'erano 110,4 maschi. Per ogni 100 femmine dai 18 anni in giù, c'erano 112,8 maschi.
Il reddito medio di un nucleo familiare era di 31.687 dollari, e quello di una famiglia era di 40.656 dollari. I maschi avevano un reddito medio di 32.574 dollari contro i 25.526 dollari delle femmine. Il reddito pro capite era di 19.422 dollari. Circa il 14,8% delle famiglie e il 19,7% della popolazione erano sotto la soglia di povertà, incluso il 33,5% di persone sotto i 18 anni e il 2,3% di persone di 65 anni o più.